# Thililua longicollis
Thililua longicollis è un rettile marino estinto, appartenente ai plesiosauri. Visse nel Cretaceo superiore (Turoniano, circa 92 milioni di anni fa) e i suoi resti fossili sono stati ritrovati in Africa (Marocco). 

## Descrizione
Questo animale è noto per uno scheletro parziale comprendente cranio e mandibola quasi completi e 37 vertebre. Di queste, 30 erano vertebre cervicali; si suppone che questo esemplare fosse un adulto, poiché alcune suture craniche sono molto difficili da distinguere. Il collo era piuttosto lungo e le vertebre cervicali erano dotate di carene laterali, una caratteristica che si riscontra anche negli elasmosauridi. Il cranio era lungo e sottile, terminante in una sorta di rostro allungato e armato di denti conici. Dal confronto con animali simili, come Dolichorhynchops, si suppone che Thililua fosse lungo 5,5 - 6 metri. Come tutti i plesiosauri, anche Thililua doveva essere dotato di un corpo corto e di zampe trasformate in strutture simili a pinne.

## Classificazione
Thililua è stato descritto per la prima volta nel 2003, sulla base di resti fossili trovati in strati del Turoniano inferiore nell'Alto Atlante in Marocco. Dapprima è stato considerato come una forma insolita di policotilide, un gruppo di plesiosauri di dimensioni medio-piccole dal collo corto e dalla testa allungata e sottile. Thililua, in confronto ad altri policotilidi, possedeva però un collo più lungo (con 30 vertebre cervicali, rispetto alle 19 di Dolichorhynchops e alle 26 di Polycotylus); se così fosse, sarebbe il primo policotilide africano e il primo policotilide vissuto in una latitudine (allora) subtropicale. 

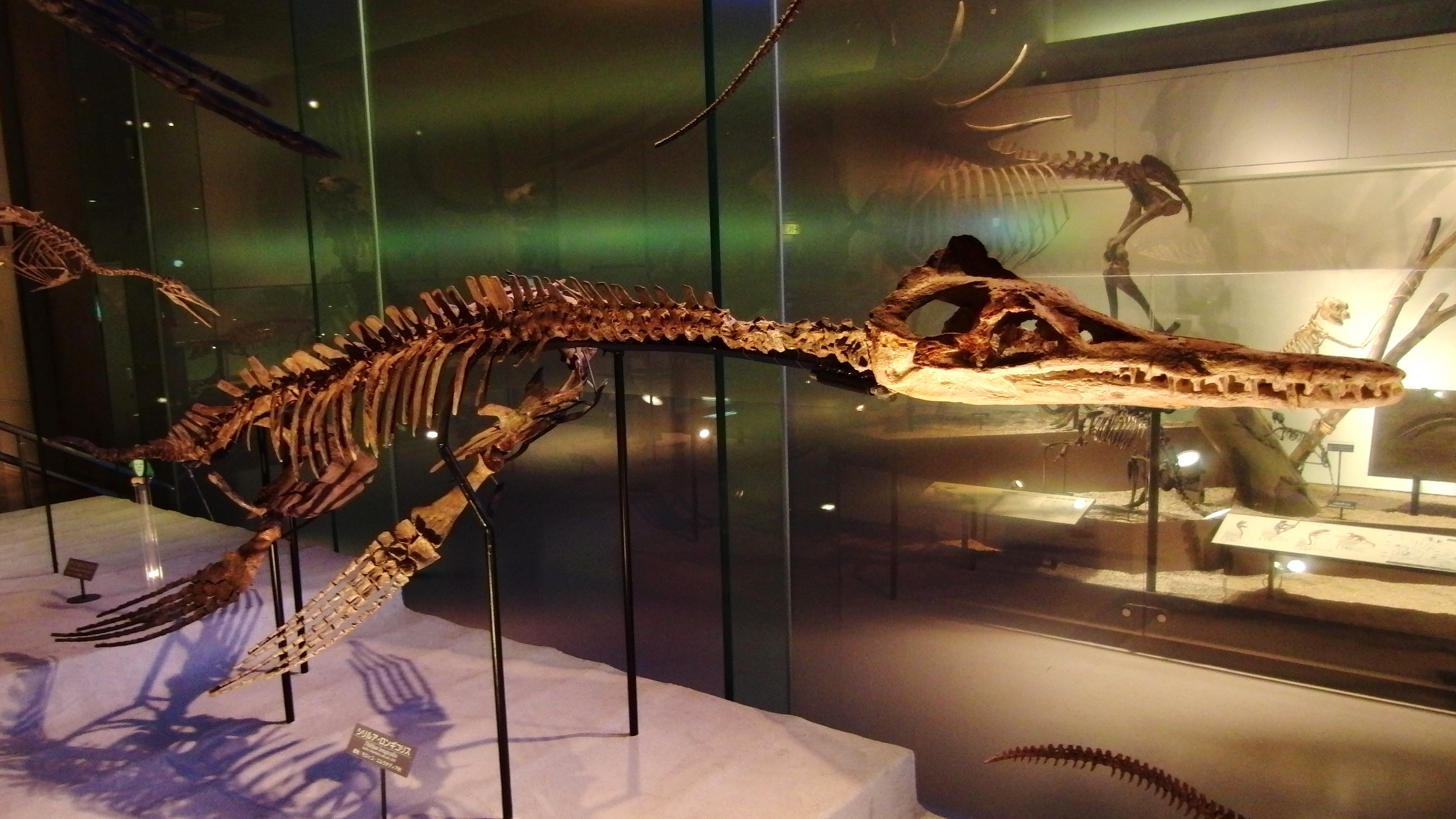
Fossile di Thililua longicollis

Successivi studi (Ketchum e Benson, 2010) hanno però messo in evidenza alcune somiglianze di Thililua con la famiglia dei leptocleididi, un altro gruppo di piccoli plesiosauri dalle caratteristiche antiquate ma vissuti nel Cretaceo; in particolare, il più stretto parente di Thililua potrebbe essere stato il nordamericano Nichollssaura. Altri studi (Fischer et al., 2018) hanno ribadito l'appartenenza di Thililua ai policotilidi, in un clade comprendente anche Mauriciosaurus.

## Significato del nome
Il nome generico Thililua deriva da quello di un antico dio della mitologia berbera; l'epiteto specifico, longicollis, deriva dal latino e si riferisce alla notevole lunghezza del collo dell'animale, se rapportata con quella di altri policotilidi.